# 久保田光彦
久保田 光彦（くぼた みつひこ、1956年2月19日 - ）は、東京都杉並区出身のフリーアナウンサー・WOWOW契約アナウンサー。

## 経歴
立教大学理学部物理学科卒業後、1978年に東京12チャンネル（現テレビ東京）へ入社。入社以来、スポーツアナとして、サッカーをはじめ、バスケットボール・ゴルフ・ボクシング・マラソン・アイスホッケー、モータースポーツ・競馬等を実況。1988年の欧州選手権決勝・オランダ×ソ連でサッカー実況アナとしての評価を確立。同年から3大会連続で夏季オリンピック中継に選出され、ソウルではサッカー・バスケットボール・ボート等、バルセロナ（1992年）ではバレーボール・体操・新体操等、アトランタ（1996年）ではサッカー・水泳・バスケットボール等を担当。冬季も1度選出され、自国開催となった長野（1998年）のアイスホッケーを担当。アナウンス室スポーツ担当デスクとなった1993年にはFIFAワールドカップアメリカ大会アジア地区最終予選、ドーハの悲劇として知られるテレビ東京歴代最高視聴率を取った試合も担当。東京12チャンネル時代からボクシング世界戦を30試合以上実況し、フリーになった現在も担当。1994年にはアナウンス室新人研修担当となり、この年は小島秀公を育てた。1999年にはスポーツ局ニュースデスク・番組プロデューサー、2000年にはアナウンス室次長として室の運営にあたる。アナウンス室次長時代に同局アナウンス室のホームページで連載していたコラム「次長の自嘲」が多くの反響を呼び、話題になった。2005年2月28日退社。
退社後の3月にオフィス・ケイキャプスを設立し、翌4月にWOWOWと契約して現在に至る。フリー転身後もサッカー・テニスを中心に、古巣のテレ東を含めたスポーツ番組の実況を担当。2008年からは江戸川大学コミュニケーション学科非常勤講師。

## 担当番組

### 現在
- スペインサッカー リーガ・エスパニョーラ（WOWOW）
- 全豪オープン、全仏オープン、ウィンブルドン、全米オープン（WOWOW）
- フォーミュラ・ニッポン（J SPORTS）
- J SPORTS HOOP!（J SPORTS）

### 過去
- 土曜競馬中継（司会・実況 1978年10月～）
- メガTONスポーツTODAY（アシスタントキャスター 1984年～）
- スポーツTODAY（キャスター 1990年～）
- サッカーTV
- ダイナミックサッカー (1992年4月～1994年9月）全128回
- 全日本GT選手権 / SUPER GT SUPER GTは2006年第3戦富士スピードウェイの前半の実況を担当した。（Jスポーツの放送のみ）

## 主な実況歴
- オリンピック
  - ソウルオリンピック（1988年）
  - バルセロナオリンピック（1992年）　
  - アトランタオリンピック（1996年）　
  - 長野オリンピック（1998年）
- サッカー
  - 1988年欧州選手権決勝・オランダ×ソ連
  - 1992年欧州選手権決勝・ドイツXデンマーク
  - 1992年ヤマザキナビスコカップ決勝 ヴェルディ川崎 x 清水エスパルス
  - 1993年Jリーグ開幕戦 鹿島アントラーズ x 名古屋グランパスエイト
  - 1994 FIFAワールドカップアメリカ大会アジア地区最終予選（1993年）
  - FIFAワールドカップ日韓大会（2002年）
- マラソン
  - ロンドンマラソン
  - シカゴマラソン
  - ボストンマラソン
  - ロッテルダムマラソン（1995年4月23日[3]）
- ボクシング
  - 渡辺二郎
  - 勇利アルバチャコフ
  - 竹原慎二
  - 星野敬太郎
  - 徳山昌守
- 競馬
  - 金杯 (東)（1989年、1991年）
  - ダイヤモンドステークス（1989年）
  - 東京障害特別 (春)（1989年）
  - 桜花賞（1990年）
  - 天皇賞 (春)（1983年、1989年）
  - 天皇賞 (秋)（1984年、1988年、1989年）
  - ジャパンカップ（1988年）
  - 中山大障害 (秋)（1988年）
  - テレビ東京賞3歳牝馬ステークス（1987年、1988年、1990年）
  - 有馬記念（1983年、1987年、1988年）
- 競輪
  - KEIRINグランプリ'88